# Geneviève Poujol
Pour les articles homonymes, voir Poujol.
Geneviève Poujol, née le 2 novembre 1930 à Toulon et morte le 27 mars 2023 à Paris, est une sociologue française, spécialiste de l'animation, de l'éducation populaire et du militantisme associatif.

## Biographie

### Famille
Geneviève Poujol est la fille de Pierre Poujol, professeur de lettres classiques dans plusieurs lycées provençaux et parisiens, l'un des dirigeants du mouvement du christianisme social et auteur de publications sur les Cévennes protestantes et de Marie Teissier de Caladon, descendante d'une famille vébronnaise. 
Elle est la benjamine d'une fratrie de quatre enfants, qui compte notamment Jacques Poujol, résistant et professeur, et Robert Poujol, préfet et historien.
Geneviève Poujol est mariée de 1954 à 1968 avec Michel Rocard, rencontré aux Éclaireurs unionistes de France, le couple a deux enfants, Sylvie et l’astrophysicien Francis Rocard.

### Engagements institutionnels et associatifs
Elle milite dans différents mouvements d'origine protestante, notamment les éclaireuses unionistes, et le Mouvement Jeunes Femmes,, ainsi qu'à Peuple et culture, avant d'être permanente de l'Association pour la diffusion de la recherche sur l'action culturelle à la fin des années 1960 et au début des années 1970.
Geneviève Poujol soutient en 1976 une thèse de doctorat en sociologie, intitulée « La dynamique sociale des institutions socioculturelles », dirigée par Joffre Dumazedier, à l'université Paris-Descartes. 
Elle travaille ensuite à l’Institut national d'éducation populaire (INEP), rédactrice en chef des Cahiers de l'animation de 1977 à 1986,. Elle appartient au Laboratoire de sociologie du changement des institutions (CNRS) dont elle prend sa retraite en 1995
Ses activités de recherche se centrent progressivement sur le thème de l'éducation populaire, de son histoire et de ses militants. 
À partir des années 1990, elle axe celui-ci sur des biographies, avec le Dictionnaire biographique des militants, publié en 1996 avec Madeleine Romer, puis une collaboration avec Le Maitron. Elle travaille ensuite sur les Unions chrétiennes de jeunes filles et le parcours de femmes protestantes.
Geneviève Poujol meurt le 27 mars 2023 dans le 12e arrondissement de Paris, à l’âge de 92 ans.

## Publications
- L'Éducation populaire. Histoires et pouvoirs, Paris, les Éditions ouvrières, 1981[14].
- Dictionnaire biographique des militants, XIXe et XXe siècles : de l'éducation populaire à l'action culturelle (dir. Geneviève Poujol et Madeleine Romer), Paris-Montréal, L'Harmattan, 1996  (ISBN 2738444334) 412 p.
- Un féminisme sous tutelle. Les protestantes françaises 1810-1960, Les Éditions de Paris-Max Chaleil, 2003, 286 p.[15]
- Éducation populaire, le tournant des années soixante-dix, L'Harmattan, 2003
- « Le journal d'une bénévole », Vie sociale, nos 5-6,‎ mai-juin 1989, p. 87-95.